# Мяэтагузе
Мя́эта́гузе (эст. Mäetaguse) — посёлок в волости Алутагузе уезда Ида-Вирумаа, Эстония.
До административной реформы местных самоуправлений Эстонии 2017 года входил в состав волости Мяэтагузе (упразднена) и был её административным центром.

## География и описание
Расположен в 15 километрах к югу от уездного центра — города Йыхви. Высота над уровнем моря — 66 метров. В одном километре к востоку от посёлка расположен природный парк Мяэтагузе.
Климат умеренный. Официальный язык — эстонский. Почтовые индексы: 41301, 41394 (до востребования).

## Население
По данным переписи населения 2021 года, в Мяэтагузе насчитывалось 544 жителя, из них 302 (55,5 %) — эстонцы.
Число жителей посёлка Мяэтагузе по данным переписей населения:
| Год  | 1959 | 1970  | 1979  | 1989  | 2000  | 2011  | 2021  |
| ---- | ---- | ----- | ----- | ----- | ----- | ----- | ----- |
| Чел. | 272  | ↗ 378 | ↗ 750 | ↗ 797 | ↘ 561 | ↘ 555 | ↘ 544 |

## История
Посёлок был создан в 1977 году на основе поселения Мяэтагузе, получившего своё название от мызы Ментак (нем. Mehntack, Мяэтагузе, эст. Mäetaguse mõis). Мыза, в свою очередь, получила название от исторической деревни Мейнтакус (в Датской поземельной книге 1241 года упоминается как Meintacus).

## Достопримечательности
- Мыза Ментак (Мяэтагузе), памятник культуры.